# Brachypremna waigeuensis
Brachypremna waigeuensis är en tvåvingeart som beskrevs av Alexander 1948. Brachypremna waigeuensis ingår i släktet Brachypremna och familjen storharkrankar. Inga underarter finns listade i Catalogue of Life.